# NBA All-Star utakmica
NBA All-Star utakmica (izvorni naziv NBA All-Star Game) nedjeljni je događaj NBA All-Star vikenda kojeg održava National Basketball Association. Prva utakmica održana je 1951. godine u Bostonu. U ovoj utakmici susreću se najbolji igrači iz Istočne i Zapadne konferencije koji naravno zastupaju svoju konferenciju. Igrači mogu sudjelovati na dva načina. Prvi je po izboru navijača, tj. pet igrača koji ostvare najviše glasova zauzimaju svoje mjesto u prvoj petorci, dok je drugi način taj da svi treneri NBA lige izabiru igrače i koji imaju najviše glasova također nastupaju na All-Star utakmici ali kao rezerve. Ako je neki od izabranih igrača ozlijeđen, zamjenu mu određuje povjerenik NBA lige. Trener, čija momčad ima najbolji omjer vodi svoju konferenciju, ali isti trener ne može voditi istu konferenciju više puta. Ako se to dogodi onda trener čija momčad ima drugi omjer vodi momčad svoje konferencije. 

## Opis utakmice
Ova utakmica igra se po uobičajenim pravilima te se vrlo malo razlikuje od regularne utakmice. Budući da igrače biraju navijači, neki znaju nastupiti i na ne prirodnim pozicijama kao npr. 2007. godine kada je Kobe Bryant, inače bek šuter, nastupio na poziciji razigravača dok je poziciju bek šutera zauezo Tracy McGrady. Predstavljanje igrača je uzbudljivije nego kod regularnih utakmica jer se koristi više svjetlosnih efekata i drugačija glazba. Od 1997. do 2002. godine igrači su nosili svoje regularne dresove u klubu te je uvedeno novo pravilo zbog mogućih zabuna te se za svaku All-Star utakmicu dizajniraju novi dresovi, uobičajeno crveni za Zapadnu, a plavi za Istočnu konferenciju. Utakmica je uzbudljivija i popraćenija od strane gledatelja zbog spektakularnih zakucavanja i poteza koji se ne viđaju na regularnim utakmici sezone. Iako to mnogi treneri zamjeraju, na All-Star utakmici baš se i ne igra obrana tako da su rezultati na kraju utakmice uobičajeno veći nego kod regularnih utakmica. Poluvrijeme je duže nego obično zbog nastupa brojnih pjevačkih zvijezda poput Eltona Johna, Mariahe Carey i drugih.

## Rezultati All-Star utakmica
Istočna konferencija vodi ukupnim omjerom 37-26.
| Godina | Rezultat                                                                                                | Dvorana, Grad                                                                                           | Najkorisniji igrač                                                                                      |
| ------ | --- | --- | --- |
| 1951.  | Istok 111, Zapad 94                                                                                     | Boston Garden, Boston, MA                                                                               | Ed Macauley, Boston Celtics                                                                             |
| 1952.  | Istok 108, Zapad 91                                                                                     | Boston Garden, Boston, MA                                                                               | Paul Arizin, Philadelphia Warriors                                                                      |
| 1953.  | Zapad 79, Istok 75                                                                                      | Allen County War Memorial Coliseum, Fort Wayne, IN                                                      | George Mikan, Minneapolis Lakers                                                                        |
| 1954.  | Istok 98, Zapad 93 (OT)+                                                                                | Madison Square Garden, New York, NY                                                                     | Bob Cousy, Boston Celtics                                                                               |
| 1955.  | Istok 100, Zapad 91                                                                                     | Madison Square Garden, New York, NY                                                                     | Bill Sharman, Boston Celtics                                                                            |
| 1956.  | Zapad 108, Istok 94                                                                                     | Rochester War Memorial Coliseum, Rochester, NY                                                          | Bob Pettit, St. Louis Hawks                                                                             |
| 1957.  | Istok 109, Zapad 97                                                                                     | Boston Garden, Boston, MA                                                                               | Bob Cousy (2),Boston Celtics                                                                            |
| 1958.  | Istok 130, Zapad 118                                                                                    | Kiel Auditorium, St. Louis, MO                                                                          | Bob Pettit (2), St. Louis Hawks                                                                         |
| 1959.  | Zapad 124, Istok 108                                                                                    | Olympia Stadium, Detroit, MI                                                                            | Elgin Baylor, Minneapolis Lakers; Bob Pettit (3), St. Louis Hawks                                       |
| 1960.  | Istok 125, Zapad 115                                                                                    | Convention Hall, Philadelphia, PA                                                                       | Wilt Chamberlain, Philadelphia Warriors                                                                 |
| 1961.  | Zapad 153, Istok 131                                                                                    | Onondaga County War Memorial Coliseum, Syracuse, NY                                                     | Oscar Robertson, Cincinnati Royals                                                                      |
| 1962.  | Zapad 150, Istok 130                                                                                    | Kiel Auditorium, St. Louis, MO                                                                          | Bob Pettit (4), St. Louis Hawks                                                                         |
| 1963.  | Istok 115, Zapad 108                                                                                    | LA Sports Arena, Los Angeles, CA                                                                        | Bill Russell, Boston Celtics                                                                            |
| 1964.  | Istok 111, Zapad 107                                                                                    | Boston Garden, Boston, MA                                                                               | Oscar Robertson (2), Cincinnati Royals                                                                  |
| 1965.  | Istok 124, Zapad 123                                                                                    | Kiel Auditorium, St. Louis, MO                                                                          | Jerry Lucas, Cincinnati Royals                                                                          |
| 1966.  | Istok 137, Zapad 94                                                                                     | Cincinnati Gardens, Cincinnati, OH                                                                      | Adrian Smith, Cincinnati Royals                                                                         |
| 1967.  | Zapad 135, Istok 120                                                                                    | Cow Palace, San Francisco, CA                                                                           | Rick Barry, San Francisco Warriors                                                                      |
| 1968.  | Istok 144, Zapad 124                                                                                    | Madison Square Garden, New York, NY                                                                     | Hal Greer, Philadelphia 76ers                                                                           |
| 1969.  | Istok 123, Zapad 112                                                                                    | Baltimore Civic Center, Baltimore, MD                                                                   | Oscar Robertson (3), Cincinnati Royals                                                                  |
| 1970.  | Istok 142, Zapad 135                                                                                    | The Spectrum, Philadelphia, PA                                                                          | Willis Reed, New York Knicks                                                                            |
| 1971.  | Zapad 108, Istok 107                                                                                    | San Diego Sports Arena, San Diego, CA                                                                   | Lenny Wilkens, Seattle SuperSonics                                                                      |
| 1972.  | Zapad 112, Istok 110                                                                                    | The Forum, Inglewood, CA                                                                                | Jerry West, Los Angeles Lakers                                                                          |
| 1973.  | Istok 104, Zapad 84                                                                                     | Chicago Stadium, Chicago, IL                                                                            | Dave Cowens, Boston Celtics                                                                             |
| 1974.  | Zapad 134, Istok 123                                                                                    | Seattle Center Coliseum, Seattle, WA                                                                    | Bob Lanier, Detroit Pistons                                                                             |
| 1975.  | Istok 108, Zapad 102                                                                                    | Veterans Memorial Coliseum, Phoenix, AZ                                                                 | Walt Frazier, New York Knicks                                                                           |
| 1976.  | Istok 123, Zapad 109                                                                                    | The Spectrum, Philadelphia, PA                                                                          | Dave Bing, Washington Bullets                                                                           |
| 1977.  | Zapad 125, Istok 124                                                                                    | U.S. Cellular Arena, Milwaukee, WI                                                                      | Julius Erving, Philadelphia 76ers                                                                       |
| 1978.  | Istok 133, Zapad 125                                                                                    | Omni Coliseum, Atlanta, GA                                                                              | Randy Smith, Buffalo Braves                                                                             |
| 1979.  | Zapad 134, Istok 129                                                                                    | Pontiac Silverdome, Pontiac, MI                                                                         | David Thompson, Denver Nuggets                                                                          |
| 1980.  | Istok 144, Zapad 136 (OT)+                                                                              | Capital Centre, Landover, MD                                                                            | George Gervin, San Antonio Spurs                                                                        |
| 1981.  | Istok 123, Zapad 120                                                                                    | Coliseum at Richfield, Richfield, OH                                                                    | Nate Archibald, Boston Celtics                                                                          |
| 1982.  | Istok 120, Zapad 118                                                                                    | Brendan Byrne Arena, East Rutherford, NJ                                                                | Larry Bird, Boston Celtics                                                                              |
| 1983.  | Istok 132, Zapad 123                                                                                    | The Forum, Inglewood, CA                                                                                | Julius Erving (2), Philadelphia 76ers                                                                   |
| 1984.  | Istok 154, Zapad 145 (OT)+                                                                              | McNichols Sports Arena, Denver, CO                                                                      | Isiah Thomas, Detroit Pistons                                                                           |
| 1985.  | Zapad 140, Istok 129                                                                                    | Hoosier Dome, Indianapolis, IN                                                                          | Ralph Sampson, Houston Rockets                                                                          |
| 1986.  | Istok 139, Zapad 132                                                                                    | Reunion Arena, Dallas, TX                                                                               | Isiah Thomas (2), Detroit Pistons                                                                       |
| 1987.  | Zapad 154, Istok 149 (OT)+                                                                              | Kingdome, Seattle, WA†                                                                                  | Tom Chambers, Seattle SuperSonics                                                                       |
| 1988.  | Istok 138, Zapad 133                                                                                    | Chicago Stadium, Chicago, IL                                                                            | Michael Jordan, Chicago Bulls                                                                           |
| 1989.  | Zapad 143, Istok 134                                                                                    | Astrodome, Houston, TX†                                                                                 | Karl Malone, Utah Jazz                                                                                  |
| 1990.  | Istok 130, Zapad 113                                                                                    | Miami Arena, Miami, FL                                                                                  | Magic Johnson, Los Angeles Lakers                                                                       |
| 1991.  | Istok 116, Zapad 114                                                                                    | Charlotte Coliseum, Charlotte, NC                                                                       | Charles Barkley, Philadelphia 76ers                                                                     |
| 1992.  | Zapad 153, Istok 113                                                                                    | Orlando Arena, Orlando, FL                                                                              | Magic Johnson (2), Los Angeles Lakers                                                                   |
| 1993.  | Zapad 135, Istok 130 (OT)+                                                                              | Delta Center, Salt Lake City, UT                                                                        | Karl Malone (2), Utah Jazz; John Stockton, Utah Jazz                                                    |
| 1994.  | Istok 127, Zapad 118                                                                                    | Target Center, Minneapolis, MN                                                                          | Scottie Pippen, Chicago Bulls                                                                           |
| 1995.  | Zapad 139, Istok 112                                                                                    | America West Arena, Phoenix, AZ                                                                         | Mitch Richmond, Sacramento Kings                                                                        |
| 1996.  | Istok 129, Zapad 118                                                                                    | Alamodome, San Antonio, TX                                                                              | Michael Jordan (2), Chicago Bulls                                                                       |
| 1997.  | Istok 132, Zapad 120                                                                                    | Gund Arena, Cleveland, OH                                                                               | Glen Rice, Charlotte Hornets                                                                            |
| 1998.  | Istok 135, Zapad 114                                                                                    | Madison Square Garden, New York, NY                                                                     | Michael Jordan (3), Chicago Bulls                                                                       |
| 1999.  | utakmica otkazana zbog štrajka (trebala se održati u First Union Centeru u Philadelphiji, Pennsylvania) | utakmica otkazana zbog štrajka (trebala se održati u First Union Centeru u Philadelphiji, Pennsylvania) | utakmica otkazana zbog štrajka (trebala se održati u First Union Centeru u Philadelphiji, Pennsylvania) |
| 2000.  | Zapad 137, Istok 126                                                                                    | The Arena in Oakland, Oakland, KA                                                                       | Tim Duncan, San Antonio Spurs; Shaquille O'Neal, Los Angeles Lakers                                     |
| 2001.  | Istok 111, Zapad 110                                                                                    | MCI Center, Washington, D.C.                                                                            | Allen Iverson, Philadelphia 76ers                                                                       |
| 2002.  | Zapad 135, Istok 120                                                                                    | First Union Center, Philadelphia, PA                                                                    | Kobe Bryant, Los Angeles Lakers                                                                         |
| 2003.  | Zapad 155, Istok 145 (2OT)+                                                                             | Philips Arena, Atlanta, GA                                                                              | Kevin Garnett, Minnesota Timberwolves                                                                   |
| 2004.  | Zapad 136, Istok 132                                                                                    | Staples Center, Los Angeles, CA                                                                         | Shaquille O'Neal (2), Los Angeles Lakers                                                                |
| 2005.  | Istok 125, Zapad 115                                                                                    | Pepsi Center, Denver, CO                                                                                | Allen Iverson (2), Philadelphia 76ers                                                                   |
| 2006.  | Istok 122, Zapad 120                                                                                    | Toyota Center, Houston, TX                                                                              | LeBron James, Cleveland Cavaliers                                                                       |
| 2007.  | Zapad 153, Istok 132                                                                                    | Thomas & Mack Center, Las Vegas, NV *                                                                   | Kobe Bryant (2), Los Angeles Lakers                                                                     |
| 2008.  | Istok 134, Zapad 128                                                                                    | New Orleans Arena, New Orleans, LA                                                                      | LeBron James (2), Cleveland Cavaliers                                                                   |
| 2009.  | Zapad 146, Istok 119                                                                                    | US Airways Center Phoenix, AZ                                                                           | Kobe Bryant (3), Los Angeles Lakers; Shaquille O'Neal (3), Phoenix Suns                                 |
| 2010.  | Istok 141, Zapad 139                                                                                    | Cowboys Stadium, Arlington, TX                                                                          | Dwyane Wade, Miami Heat                                                                                 |
| 2011.  | Zapad 148, Istok 143                                                                                    | Staples Center (2),Los Angeles, CA (3)                                                                  | Kobe Bryant (4), Los Angeles Lakers                                                                     |
| 2012.  | Zapad 152, Istok 149                                                                                    | Amway Center,Orlando, FL (2)                                                                            | Kevin Durant Oklahoma City Thunder                                                                      |
| 2013.  | Zapad 143, Istok 138                                                                                    | Toyota Center (2),Houston, TX (3)                                                                       | Chris Paul, Los Angeles Clippers                                                                        |
| 2014.  | Istok 163, Zapad 155                                                                                    | Smoothie King Center (2), New Orleans, LA (2)                                                           | Kyrie Irving, Cleveland Cavaliers                                                                       |

Napomene
- * grad bez NBA momčadi.
- + konačni rezultat utakmice dobiven nakon produžetka/aka.
- Memphis, Portland,  Sacramento, Oklahoma City i Toronto su jedini gradovi u kojima nije održana All-Star utakmica.

## Vanjske poveznice
- NBA All-Star utakmica 2009.
- NBA All-Star utakmica 2008.
- NBA All-Star utakmica 2007.
- NBA All-Star utakmica 2006.